# Аттиас, Дэн
Дэниел Аттиас (англ. Daniel Attias; родился 4 декабря 1951) — американский телережиссёр и продюсер. Карьера Аттиаса длилась три десятилетия и в течение этого времени он снял множество популярных телепрограмм, включая «Полиция Майами» и «Беверли-Хиллз, 90210». Он часто работает над сериалами канала HBO и снял эпизоды сериалов «Клан Сопрано», «Прослушка», «Клиент всегда мёртв», «Настоящая кровь», «Красавцы» и «Дедвуд». Аттиас получил две номинации на премию «Эмми» за режиссуру сериала «Красавцы».
Он был постоянным режиссёром шпионской драмы «Шпионка». Он также снял два эпизода сериала «Остаться в живых».
В 2001 году Дэн и его жена Диана позволили сыну Дэвиду водить их грузовик Saab 9000, в результате чего тот убил четырёх человек на острове Виста. Из-за этого разрешения против родителей было возбуждено гражданское дело.

## Фильмография
- Полиция Майами / Miami Vice (1984) телесериал
- Серебряная пуля / Silver Bullet (1985) фильм
- Кувалда / Sledge Hammer! (1986) телесериал
- Джамп стрит, 21 / 21 Jump Street (1987) телесериал
- Северная сторона / Northern Exposure (1990) телесериал
  - эпизод «Первый снег»
  - эпизод «Mi Casa, Su Casa»
  - эпизод «Откровения»
- Беверли-Хиллз, 90210 / Beverly Hills, 90210 (1990) телесериал (19 эпизодов 1990—1994 гг.)
- Мелроуз Плейс (1992) телесериал
- Застава фехтовальщиков / Picket Fences (1992) телесериал
- Доктор Куин, женщина-врач / Dr. Quinn, Medicine Woman (1993) телесериал
  - эпизод «Святилище»
  - эпизод «Что такое любовь?»
- Приключения Бриско Каунти-младшего / The Adventures of Brisco County, Jr. (1993) телесериал (1 эпизод)
- Лоис и Кларк: Новые приключения Супермена / Lois & Clark: The New Adventures of Superman (1993) телесериал
  - эпизод 3.03 «Контакт»
- Нас пятеро / Party of Five (1994) телесериал (15 эпизодов, 1994—1999 гг.)
- Завтра наступит сегодня / Early Edition (1996) телесериал
- Практика / The Practice (1997) телесериал
- Баффи — истребительница вампиров / Buffy the Vampire Slayer (1997) телесериал
  - эпизод 5.08 «Тень»
  - эпизод 5.14 «Влюблённость»
- Элли Макбил / Ally McBeal (1997) телесериал
- Клан Сопрано / The Sopranos (1999) телесериал
  - эпизод 1.02 «46-й размер»[3]
  - эпизод 3.09 «Моцарелла-обличитель»[4]
  - эпизод 4.08 «Слияния и поглощения»[5]
- Время твоей жизни / Time of Your Life (1999) телесериал
- Клиент всегда мёртв / Six Feet Under (2001)
  - эпизод 2.07 «Обратно в сад»[6]
  - эпизод 3.08 «Слёзы, камни и желание»[7]
  - эпизод 3.11 «Смерть работает сверхурочно»[8]
  - эпизод 4.02 «В случае восторга»[9]
  - эпизод 4.08 «Приход и уход»[10]
  - эпизод 5.02 «Танец для меня»[11]
- Шпионка / Alias (2001) телесериал
  - эпизод 1.06 «Счётчик»
  - эпизод 1.20 «Решение»
  - эпизод 2.03 «Шифр»
  - эпизод 2.07 «Контрагент»
  - эпизод 3.02 «Последовательность»
  - эпизод 3.08 «Точка проникновения»
  - эпизод 4.08 «Эхо»
- Прослушка / The Wire (2002) телесериал
  - эпизод 2.08 «Объявлена тревога»[12]
  - эпизод 3.05 «Выбор»[13]
  - эпизод 4.06 «Предел погрешности»[14]
  - эпизод 5.04 «Переходы»[15]
- C.S.I.: Место преступления Майами / CSI: Miami (2002) телесериал
  - эпизод 1.10 «Смертельная зона»
- Одинокие сердца / The O.C. (2003) телесериал
  - эпизод 1.04 «Дебют»
- Красавцы / Entourage (2004) телесериал
  - эпизод 1.04 «Свидание»
  - эпизод 2.05 «Соседи»
  - эпизод 2.08 «О, Мэнди»
  - эпизод 2.11 «Объятия Голубой Лагуны»
  - эпизод 2.12 «Доброе утро, Сайгон»
  - эпизод 3.16 «Попался!»
  - эпизод 3.17 «Возвращение короля»
  - эпизод 4.11 «Не будет никаких Канн» (номинация на прайм-тайм премию «Эмми» за лучшую режиссуру комедийного сериала)
- Остаться в живых / Lost (2004) телесериал
  - эпизод 1.18 «Числа»
  - эпизод 6.12 «Все любят Хьюго»
- Юристы Бостона / Boston Legal (2004) телесериал
  - эпизод 1.03 «Поймать и отступить»
- Доктор Хаус / House (2004) телесериал
  - эпизод 1.10 «Истории»
  - эпизод 2.01 «Смирение»
  - эпизод 2.03 «Шалтай-Болтай»
  - эпизод 2.12 «Отвлекающий раздражитель»
- Дедвуд / Deadwood (2004) телесериал
  - эпизод 3.02 «Я не тот, за кого ты меня принимаешь»[16]
- В Филадельфии всегда солнечно / It’s Always Sunny in Philadelphia (2005) телесериал
  - эпизод 1.03 «Подростковое пьянство — национальная проблема»
  - эпизод 1.05 «Оружейная лихорадка»
  - эпизод 1.06 «Шайка находит труп»
  - эпизод 2.02 «Шайка объявляет джихад»
  - эпизод 2.03 «Деннис и Ди садятся на пособие»
  - эпизод 2.04 «Как Мак тахнул маму Денниса»
  - эпизод 2.05 «Малышка на сотку»
  - эпизод 2.06 «Шайка отдаёт долг обществу»
  - эпизод 2.07 «Шайка наживается на чуде»
  - эпизод 2.08 «Шайка идёт в кандидаты»
  - эпизод 2.09 «Чарли устраивает Америку всем падам»
  - эпизод 2.10 «Новый отец Денниса и Ди»
  - эпизод 9.04 «Мак и Деннис покупают таймшер»
  - эпизод 9.06 «Шайка спасает ситуацию»
  - эпизод 9.08 «Цветы для Чарли»
  - эпизод 9.09 «Шайка снимает „Смертельное оружие 6“»
- Женщина-президент / Commander in Chief (2005) телесериал
  - эпизод 1.07 «Первый скандал»
- Большая любовь / Big Love (2006) телесериал
  - эпизод 2.08 «Kingdome Come»[17]
  - эпизод 3.01 «Block Party»[18]
- Схватка / Damages (2007) телесериал
  - эпизод 1.07 «Мы не животные»
- Герои / Heroes (2007) телесериал
  - эпизод 2.07 «Времени нет»
- Огни ночной пятницы / Friday Night Lights (2008) телесериал
  - эпизод 2.11 «Забегая немного вперёд»
- Настоящая кровь / True Blood (2008) телесериал
  - эпизод 5.06 «Безнадёжный»
  - эпизод 5.09 «Каждый хочет править миром»
  - эпизод 6.02 «Солнце»
- Ходячие мертвецы / The Walking Dead (2010) телесериал
  - эпизод 3.06 «Затравленные»
- Родина / Homeland (2011) телесериал
  - эпизод 1.03 «Чистая кожа»
  - эпизод 2.09 «Двойная игра»
  - эпизод 4.10 «13 часов в Исламабаде»
  - эпизод 5.08 «Всё о Эллисон»
  - эпизод 5.10 «Новая норма»
- Убийство / The Killing (2011) телесериал
  - эпизод 1.08 «Оппозиция»
  - эпизод 2.02 «Мой счастливый день»
- Американцы / The Americans (2013) телесериал
  - эпизод 2.05 «Сделка»
- Воскрешение / Resurrection (2014) телесериал
  - эпизод 1.02 «Раскопки»
  - эпизод 1.07 «Схемы дьявола»
  - эпизод 1.08 «Разрывать»
  - эпизод 2.13 «Любовь в ответ»